# Roggel (punkband)
Roggel was een anarchistisch punkgezelschap uit de Achterhoek (Nederland). Hun muziekstijl is te omschrijven als een kruising tussen politieke hardcore- en pretpunk, in een Amerikaans tijdschrift staat beschreven: zo punk als punk kan zijn.

## Biografie
De band Roggel werd in 1991 als gelegenheidsband opgericht. Ze bestond toen uit Bart en Bobo (zang), Hannie (gitaar), Henk (bas) en Wifred (drums). De wortels van deze band liggen in de kraakbeweging; enkele leden waren zelf actieve krakers. Het met ontruiming bedreigde kraakpand "Kabouterdorp" vormt in 1994 opnieuw aanleiding een optreden te verzorgen. Daarna treden zij veelal op in het undergroundcircuit zoals kraakpanden om deze te ondersteunen, sporadisch speelden zij grensoverschrijdend in het clubcircuit. Rond het jaar 2000 verschijnt de band op een underground verzameltape; "May the pulk be with you!" met het nummer "Politiek". Na het verschijnen van twee bijdragen aan het verzamelwerk "Groetjes uit Holland" een uitgave van het (door Ox-fanzine als beste Duitse punklabel beschouwde) Vitaminenpillen worden nadien geen officiële opnames uitgegeven.

## Bandleden
Bandleden klassieke line-up:
- Bart Liebrand - zang
- Wilfred Helge - drums
- Henk Boelens - basgitaar, zang
- Edgar Vos - gitaar, zang

Voormalige bandleden:
- Hannie - gitaar
- Bobo - zang
- Bastienne - zang
- Mathieu Rosmuller - zang
- Rick - basgitaar
- Dries Bijlsma - drums
- Herrie - drums

## Discografie
- Smegmatische Wantoestanden (demo, 1995)
- Verbouwingen (demo, 1996)
- Brainless Kids (demo, 1997)
- Roggel/Zwaar Klote (split-demo, 1998)
- X-treem CD (bijdrage verzamel CD, 1998)
- Bits of Noise (bijdrage verzamel CD, 1998)
- Bijdragen op dubbelalbum Groetjes uit Holland - Vitaminepillen Records 1998
- Onderstroom, Pop Uit Oost-Gelderland (bijdrage verzamel CD, jaar onbekend)